# نياسر
نياسر (بالفارسية: نیاسر) هي مدينة تقع في إيران في Neyasar District. يقدر عدد سكانها بـ 2,003 نسمة .